# Rio de Frades
O rio de Frades nasce na serra da Freita, Arouca a 1097 metros de altitude e desagua na margem esquerda do rio Paiva.